# Stenoleptura apoensis
Stenoleptura apoensis är en skalbaggsart som först beskrevs av Nobuo Ohbayashi och Satô 1974.  Stenoleptura apoensis ingår i släktet Stenoleptura och familjen långhorningar.
Artens utbredningsområde är Filippinerna. Inga underarter finns listade i Catalogue of Life.